# علي بن عبد اللطيف المسلماني
علي بن عبد اللطيف أحمد المسلماني سياسي ودبلوماسي قطري سابق، ولد في الدوحة بتاريخ 7-9-1957م، التحق بالعمل في وزارة الخارجية بعد أن انهى دراسته الجامعية في جمهورية مصر العربية عام 1975م، وعمل في العديد من البعثات الدبلوماسية اكتسب من خلال فترة خدمته الطويلة فيها خبرات متراكمة جعلت منه سياسي محنك فحصل على عدة ترقيات وتقلد عدد من الإدارات في الوزارة إلى أن تحصّل على درجة سفير فأصبح سفيراً لدولة قطر في كل من السنغال وكوريا الجنوبية، وشارك في العديد من المؤتمرات الدولية والإقليمية إلى أن تقاعد عام 2015م.

## المؤهلات العلمية
- ليسانس صحافة من جامعة القاهرة، عام 1975م.
- ماجستير علاقات دولية الرباط عام 1988م.

## الخبرات المهنية
- عُين بوزارة الخارجية بوظيفة سكرتير ثالث عام 1975م.
- عمل بالإدارة السياسة عام 1975-1976م.
- عضو بالوفد الدائم لدولة قطر لدى جنيف عام 1976-1979م.
- عمل بسفارة دولة قطر في بغداد عام 1979-1981م.
- عمل بسفارة دولة قطر في طوكيو عام 1981-1983م.
- عمل بسفارة دولة قطر في الرباط عام 1985- 1989م.
- عضو بالوفد الدائم لدولة قطر في نيويورك 1990-1991م.
- عمل بسفارة دولة قطر في باريس عام 1991-1993م.
- عمل بإدارة الشؤون الآسيوية والأفريقية عام 1995-2003م.
- سفيراً لدولة قطر لدى جمهورية كوريا عام 1995-2000م.[2] [3]
- مساعداً لمدير إدارة الشؤون العربية عام 2003-2006م.
- سفيراً لدولة قطر لدى جمهورية السنغال عام 2008-2013م.[4]
- سفير بديوان عام الوزارة عام 2013،[5] إلى أن تقاعد عام 2015م.

### الأوسمة
- وسام الاستحقاق من جمهورية كوريا عام 2000م
- وسام الاستحقاق برتبة أسد من جمهورية السنغال.